# Killingholmen, Pargas
Killingholmen är en ö i Finland. Den ligger i Skärgårdshavet och i kommunen Pargas i den ekonomiska regionen  Åboland i landskapet Egentliga Finland, i den sydvästra delen av landet. Ön ligger omkring 20 kilometer söder om Åbo och omkring 150 kilometer väster om Helsingfors.
Öns area är 6,4 hektar och dess största längd är 490 meter i sydväst-nordöstlig riktning. Ön höjer sig omkring 20 meter över havsytan. I omgivningarna runt Killingholmen växer i huvudsak barrskog.